# Camañas
Camañas là một đô thị trong tỉnh Teruel, Aragon, Tây Ban Nha. Theo điều tra dân số 2018 (INE), đô thị này có dân số là 124 người.